# يقطوم قليل البذور
يقطوم قليل البذور (الاسم العلمي: Telephium oligospermum) هي نوع نباتي يتبع جنس اليقطوم من فصيلة القرنفلية.